# Södervärn
Den här sidan handlar om stadsdelen i Malmö. För stadsdelen i Visby se Södervärn, Visby.
Södervärn är ett delområde inom stadsdelen Södra Innerstaden i Malmö. 
Delområdet är triangulärt och begränsas av Nobelvägen, Södra Förstadsgatan och Spårvägsgatan, där Ystadbanans spår byggdes på 1870-talet, från Malmö Västra till Hindby. På andra sidan Södra Förstadsgatan ligger Malmö Allmänna Sjukhus, som liksom Södervärn byggdes bortom järnvägen, sett från staden.
Områdets bostäder består mest av hyreshus från början av 1900-talet. På 1930-talet utvidgades stadsdelen Södervärn betydligt från järnvägen och ned mot Dalaplan.
År 1887 nådde hästspårvägen Södervärn, och 1907 Malmö elektriska spårväg med linje 1, dubbelspårig, från Kirseberg via Stortorget–Triangeln.
Södervärns station var till 1971 ändstation för tåg till Vellinge–Skanör–Falsterbo. Stationsområdet är ombyggt till bussterminal för Skånetrafiken.
Vid Nobelvägen ligger Södervärnsskolan, som numera är en SFI-skola.

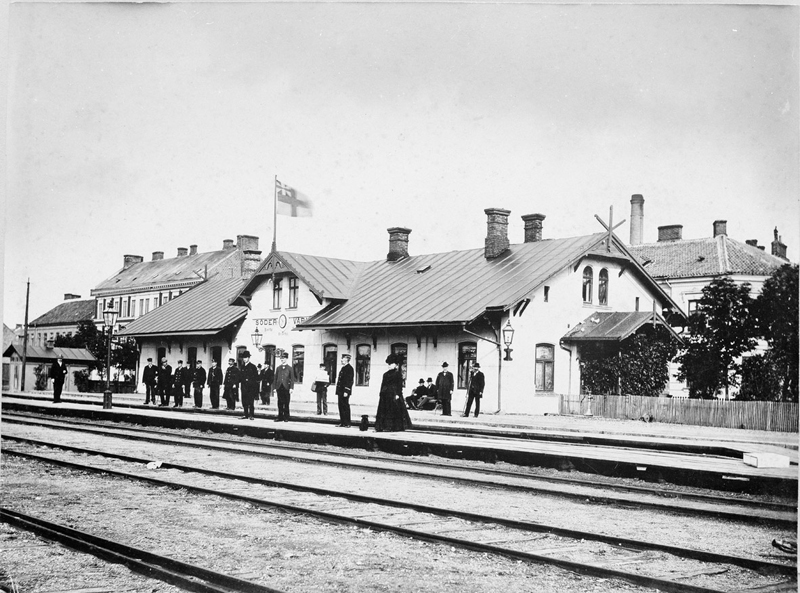
Södervärns järnvägsstation omkring 1900.